# 张伟 (1964年9月)
张伟（1964年9月—），河南省汝南县人，中华人民共和国政治人物。

## 生平
1990年6月加入中国共产党。1984年7月至2003年11月，历任青海省委党校党建教研室教师、讲师、副主任、《攀登》杂志副主编、主编；2003年11月至2013年6月，历任青海省委党校副校长、教育长，省行政学院、社会主义学院副院长。2013年6月至2014年2月，任中共青海省委副秘书长、政策研究室主任。2014年2月至今，任青海日报社社长、党组书记。2017年12月，涉嫌严重违纪，接受组织审查。2018年6月，因涉嫌受贿和非法持有党的工作秘密文件被双开。